# يويا هيكيتشي (لاعب كرة قدم مواليد 1990)
يويا هيكيتشي (باليابانية: 曵地 裕哉) (2 سبتمبر 1990 في سابورو في اليابان – )؛ هو لاعب كرة قدم ياباني سابق كان يلعب كحارس مرمى.

## وصلات خارجية
- يويا هيكيتشي (1990) على موقع رابطة كرة القدم اليابانية للمحترفين (اليابانية)
- يويا هيكيتشي (1990) على موقع قاعدة بيانات كرة القدم.إي يو (الإنجليزية)
- يويا هيكيتشي (1990) على موقع Soccerway.com (الإنجليزية)
- يويا هيكيتشي (1990) على موقع عالم كرة القدم.نت (الإنجليزية)